# Bare-metal
Bare-metal is een term die vooral in server-omgevingen gebruikt wordt. Dit betekent dat een bepaald software-pakket, meestal een besturingssysteem direct op de hardware wordt geïnstalleerd. Dit in tegenstelling tot de virtualisatiepakketten die meestal gebruikt worden. Dit betekent dat die bepaalde server slechts alleen dat pakket zal draaien. Deze techniek wordt bijna alleen toegepast op belangrijke processen, waarbij fouten uit den boze zijn en waar economische redenen van minder belang zijn.

## Geschiedenis van virtualisatie
Een tijdje geleden waren alle servers nog bare-metal servers. Servers waren vaak eigendom van het bedrijf die ze gebruikt en beheert. Nu wordt om economische redenen minder vaak geopteerd voor een bare-metal omgeving, en steeds vaker iets gevirtualiseerd. Als een website nu ergens wordt gehost staat deze vaak samen met enkele honderden anderen op één server. Het nadeel hiervan is dat als een website veel verkeer heeft deze in de meeste gevallen alle andere sites zal vertragen. Door zelf een server bare-metal te gebruiken of een dedicated server te huren van een cloud-based bedrijf kan je dit tegen gaan.